# Saving All My Love for You
Saving All My Love for You è una canzone scritta da Michael Masser e Gerry Goffin, ed originariamente registrata da Marilyn McCoo nel 1978 per il suo album Marilyn & Billy. Il brano però diventò popolare solo successivamente, quando venne ripubblicato come secondo singolo dall'omonimo album di debutto della cantante statunitense Whitney Houston.

## Descrizione
Inizialmente il presidente dell'Arista Records Clive Davis era contrario che la Houston ricantasse il brano. Si convinse soltanto dopo aver sentito Whitney Houston cantare il brano, e disse che la sua interpretazione era identica a quella che avrebbe eseguito Aretha Franklin. La nuova versione del singolo venne perciò inserita nell'album di debutto della cantante, intitolato appunto Whitney Houston.
Saving All My Love for You è una canzone contemporary R&B, pop e soul, costruita in La maggiore. Contiene inoltre un assolo di sassofono realizzato dal grande sassofonista Tom Scott.
Per quando riguarda il testo, scritto da Michael Masser (anche produttore del disco) e Gerry Goffin, la canzone parla di una relazione della cantante con un uomo sposato, per cui ella conserva il proprio amore ("...so I'm saving all her love for you").

## Accoglienza

### Critica
La critica musicale osannò Saving All My Love for You.
Ad esempio, il giornale canadese The Globe and Mail descrisse la canzone, assieme a Greatest Love of All e Hold Me "alcune delle più belle canzoni pop su vinile dai tempi della gloriosa Dionne Warwick".
Anche il Los Angeles Times elogiò notevolmente la prestazione vocale della Houston, aggiungendo che essa "dovrebbe rappresentare una sicura nomination ai Grammy, ci spiace per chi dovrà gareggiare contro Whitney Houston!".
Infine, il New York Times la definì "la canzone più sexy e romantica del disco".

## Controversie
La canzone causò diverse polemiche a causa del suo testo contenente una relazione tra una donna single e un uomo sposato. La stessa madre della Houston, la cantante Cissy Houston, non apprezzò per nulla la vicenda descritta nel brano, sostenendo che il messaggio della canzone avrebbe dipinto la figlia come una "sfasciafamiglie".
La stessa Whitney Houston raccontò: "Stavo attraversando una terribile storia d'amore con Jermaine Jackson. Lui era sposato, e queste cose non funzionano mai per nessuno. Mai, in nessun modo".

## Successo commerciale
Il singolo, pubblicato il 13 agosto del 1985, raggiunse la posizione n.1 nelle classifiche degli Stati Uniti, Regno Unito e in Irlanda, diventando la prima n.1 della cantante. Raggiunse la top 5 in Svizzera e Nuova Zelanda e la top 10 in Norvegia.
Negli Stati Uniti la canzone arrivò al milione di vendite, e venne perciò certificata disco di platino, mentre nel Regno Unito disco d'oro, con 500.000 copie vendute. Il singolo oggi conta più di 10 milioni di copie vendute in tutto il mondo
Il brano riscosse talmente tanto successo che Whitney Houston decise di performarla in ogni concerto che fece nel corso della sua carriera, dal primo, il The Greatest Love World Tour (1986), all'ultimo, il Nothing but Love World Tour (2009-2010).

## Riconoscimenti
Per questa canzone, Whitney Houston vinse, nell'edizione dei Grammy Awards 1986, il Grammy alla miglior interpretazione vocale pop femminile, nonché, nello stesso anno, un American Music Award per il miglior video musicale R&B/Soul e un Emmy per la performance che la Houston fece sul palco la sera della premiazione ai Grammy.
Successivamente, addirittura, il New York Daily News ha inserito Saving All My Love for You alla posizione n° 79 nella sua lista "The 100 Greatest Love Songs of All Time".

## Tracce
1. Saving All My Love For You -  3:57
2. Nobody Loves Me Like You Do Whitney Houston & Jermaine Jackson - 3:46